# Vercoquin et le Plancton
Pour un article plus général, voir Liste chronologique des œuvres de Boris Vian.
Vercoquin et le Plancton est un roman de Boris Vian, publié en 1946 par Gallimard. Ce roman, proche de la farce, raconte, à la manière de Boris Vian, les surprises parties de 1945.

## Résumé
Le roman se situe entre deux surprises-parties. Lors de la première, le Major (personnage récurrent de Boris Vian) tombe amoureux de Zizanie. Dans la seconde le Major se fiance avec elle. Entre les deux, le Major déploie toute une stratégie pour obtenir l'autorisation de l'oncle et tuteur de Zizanie. Apparaît dans ce roman le personnage d'Antioche Tambretambre, bras droit du Major et qui est peut-être Vian lui-même lorsqu'il était jeune.

## Analyse
Sa caricature de l'AFNOR (Association Française de Normalisation) sous les traits du CNU (Consortium National de l'Unification), où il a travaillé, représente l'humour de l'absurde.
Les noms propres dans le roman sont évocateurs. Le titre lui-même, vercoquin, comme des parasites, des vers. Ver comme le verre des goulots de bouteille que Boris Vian devait normaliser à l'AFNOR. Coquins comme les coqs. Peut être le maquis du Vercors, bien que presque aucun zazou n'eût été maquisard. Le vercoquin désignerait la jeunesse alors que le plancton qui surnage serait le monde adulte.